# جيمي فيليبس (سياسي)
جيمي فيليبس (بالإنجليزية: Jimmy Phillips)‏ هو سياسي أمريكي، ولد في 13 مايو 1913، وتوفي في 14 يناير 2002. انتخب عضو مجلس نواب تكساس وانتخب عضو مجلس ولاية تكساس.